# Dave force
Dave Force ( Moreno Forzan ) Musicista e Cantautore assieme a Renato Miccaglio danno vita alla canzone anni 80 Play your Game che poi diventerà la COLONNA SONORA DEL TELEFILM  I RAGAZZI DEL SABATO SERA 1985
Dave Force Muore a 58 Anni per un male incurabile il 26 Novembre 2020 all’hospice del Centro Servizi Bonora di Camposampiero
1. ↑   È morto Moreno Forzan cantante e musicista Oggi l’ultimo saluto, su Il Mattino di Padova, 30 novembre 2020. URL consultato il 18 agosto 2025.